# Andrea Biancani
Andrea Biancani (Pesaro, 4 marzo 1971) è un politico italiano, sindaco di Pesaro dal 13 giugno 2024.

## Biografia
Laureatosi in scienze geologiche all'Università degli Studi di Urbino "Carlo Bo", si iscrive ai Democratici di Sinistra fin dalla loro fondazione.
Eletto consigliere comunale a Pesaro nel 2004, dal 2009 al 2014 ricopre la carica di assessore comunale alla mobilità nella seconda giunta di Luca Ceriscioli, ruolo riconfermato dal 2014 al 2015 nel primo anno di sindacatura di Matteo Ricci.
Alle Elezioni regionali nelle Marche del 2015 si candida tra le liste del Partito Democratico (PD), nella mozione del candidato presidente Luca Ceriscioli, venendo eletto al Consiglio regionale delle Marche e riconfermato alla tornata elettorale successiva, divenendo vicepresidente del Consiglio regionale in quota PD.

### Sindaco di Pesaro
In vista delle elezioni amministrative del 2024 Biancani diventa il candidato ufficiale della coalizione di centro-sinistra per la carica di sindaco di Pesaro, sostenuto da PD, Movimento 5 Stelle, Alleanza Verdi e Sinistra e le liste civiche Biancani Sindaco, Una Città in Comune, Forza Pesaro e Il Faro, risultando eletto sindaco al primo turno con il 60,6% dei voti.